# Galtera
Die Galtera, teilweise auch Galterenbach, französisch Gottéron genannt, ist ein etwas über 18 km langer rechter Nebenfluss der Saane (französisch Sarine) im Schweizer Kanton Freiburg. Sie entwässert einen Abschnitt des höheren Freiburger Mittellandes und gehört zum Einzugsbereich des Rheins.

## Geographie

### Verlauf
Das Quellgebiet der Galtera befindet sich auf rund 1000 m ü. M. im voralpinen Raum auf dem Gemeindeboden von Plaffeien, am Hang des Oberholzes (Ortsteil Oberschrot). 

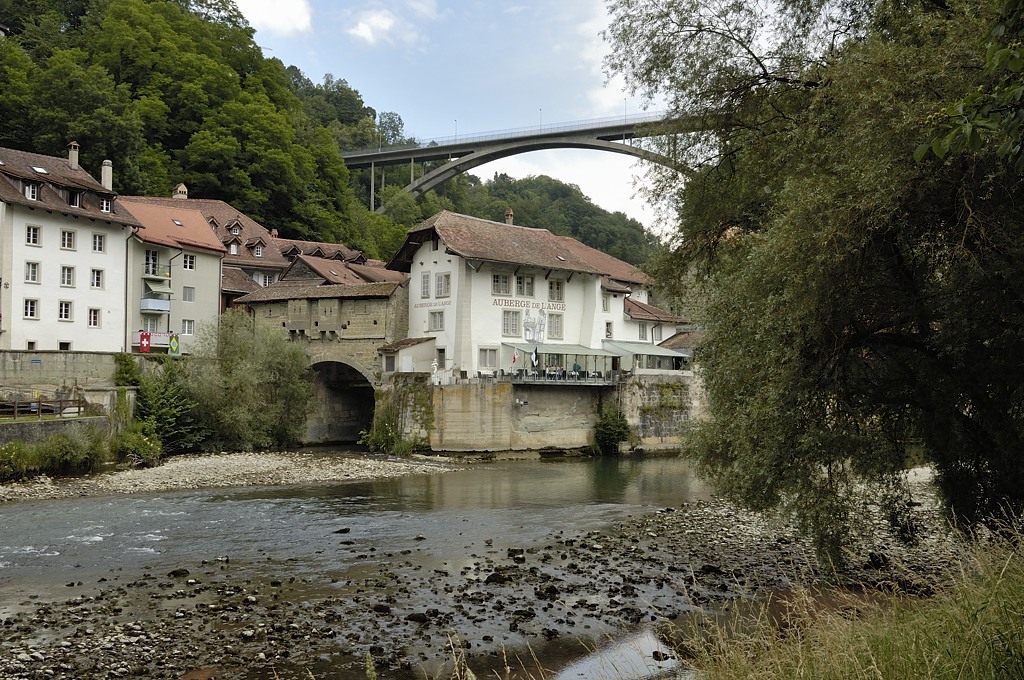
Mündung der Galtera (links) in die Saane

Als kleines Rinnsal fliesst der Bach zunächst nach Norden und erreicht südlich von Alterswil ein weites Talbecken. Hier zeichnet die Galtera einen Bogen und wendet sich nach Westen. Bei Alterswil beginnt sie sich allmählich in die Umgebung einzutiefen, besitzt aber vorerst noch einen 100 bis 200 m breiten flachen Talboden, in dem sie sich mit vielen kurzen Mäandern bewegt.
Bei Ameismühle südlich von Tafers vereinigt sich die Galtera mit dem von Süden kommenden Tasbergbach, ihrem bedeutendsten Seitenbach. Danach fliesst sie durch den Galterengraben, eine 3 km lange und bis zu 100 m in die umgebenden Hochplateaus eingeschnittene Schlucht, deren Flanken von steilen Hängen mit Sandsteinfelsen gebildet werden. Kurz vor ihrer Mündung in die Saane überspannt die Gottéron-Brücke das Tal der Galtera. Auf 535 m ü. M. mündet die Galtera gegenüber der Altstadt von Freiburg in die Saane. Im Mittel- und Unterlauf weist der Bach ein mittleres Gefälle von 2 % auf.

### Einzugsgebiet
Das 43,21 km² grosse Einzugsgebiet der Galtera wird durch sie über die Saane, die Aare und den Rhein zur Nordsee entwässert.
Es besteht zu 16,5 % aus bestockter Fläche, zu 74,1 % aus Landwirtschaftsfläche, zu 9,1 % aus Siedlungsfläche und zu 0,3 % aus unproduktiven Flächen.
Die Flächenverteilung
Die Mittlere Höhe des Einzugsgebietes beträgt 768,9 m ü. M.

### Zuflüsse
- Tromoosbach (rechts), 0,4 km, 0,56 km²
- Wengliswilbach (rechts), 1,7 km, 1,92 km²
- Geretachbach (links), 1,3 km, 0,88 km²
- Riggisbergbach (links), 0,1 km
- Haltabach (links), 0,4 km
- Fulbächli (rechts), 2,6 km, 2,1 km²
- Steinbächli (rechts), 1,1 km
- Wolperwilbach (links), 2,6 km, 2,77 km²
- Roggacherbach (rechts), 0,7 km
- Guchetbach (links), 1,2 km, 1,76 km²
- Schüracherbach (rechts), 0,4 km
- Wolgiswilbach (rechts), 0,4 km
- Engertswilbach (links), 0,3 km
- Gübelbach (rechts), 1,6 km, 2,24 km²
- Tasbergbach (links), 9,7 km, 13,5 km², 240 l/s
- Balterswilbach (links), 0,4 km, 0,62 km²
- Chäppelibach (rechts), 0,5 km
- Hattenbergbach (links), 2,2 km[4]

## Hydrologie
An der Mündung der Galtera in die Saane beträgt ihre modellierte mittlere Abflussmenge (MQ) 800 l/s, und ihr Abflussregimetyp ist pluvial supérieur.
Der modellierte monatliche mittlere Abfluss (MQ) der Galtera in l/s

## Natur und Umwelt
Weite Streckenabschnitte der Galtera sind noch in natürlichem oder naturnahem Zustand erhalten. Das Galterntal mit seinem Naturlehrpfad spielt daher im Tourismus um Freiburg eine wichtige Rolle.

## Wasserkraft
Die Galtera ist durch ein pluviales Abflussregime geprägt. Ihre Wasserkraft wurde früher an verschiedenen Orten für den Betrieb von Mühlen und Sägereien genutzt. An der Einmündung der Galtera in die Saane errichtete die Stadt Freiburg im Mittelalter einen Brückenkopf. Entlang dem untersten Abschnitt des Flusslaufs siedelten sich Walken, Mühlen, Sägen, Hammer- und Schleifwerke an, so dass sich dieses Quartier zu einer eigentlichen Gewerbezone des damaligen Freiburg entwickelte.

## Tourismus
Besuchenswert ist die Galternschlucht, durch die heute ein Wanderweg führt.

## Namensgeber
Der Eishockeyclub Fribourg-Gottéron ist nach der französischen Bezeichnung des Flusses benannt.